# 統一ドメイン名紛争処理方針
統一ドメイン名紛争処理方針（とういつドメインめいふんそうしょりほうしん、UDRP : Uniform Domain-Name Dispute-Resolution Policy）とは、インターネットのドメイン名の登録に関する紛争を解決するために、ICANNによって確立された処理方針である。UDRPは現在、全てのジェネリックトップレベルドメイン(gTLD)（.com、.net、.orgなど）、
一部の国別コードトップレベルドメイン(ccTLD)、および特定の状況における一部の古いトップレベルドメインに適用される。

## 歴史的背景
ICANNが設定されたときに最初に割り当てられた中心的なタスクの一つは、商標所有者の同意なしにドメイン名として商標を使用する「商標ジレンマ」だった。1990年代後半までに、そのような行為は問題があり、消費者の誤解を招く可能性があると認識されるようになった。 イギリスの控訴院は、そのようなドメイン名は「詐欺の道具」だと述べた。
ICANNが最初に行ったのは、世界知的所有権機関(WIPO)に、商標とドメイン名の間の矛盾についての報告書を作成するよう依頼することだった。1999年4月30日に公開されたWIPOの報告書では、「国際的な性質の紛争に対して中立的な立場」を可能にする「悪用された(abusive)登録に関する強制的な行政手続」の確立が勧告された。この手続は、競合する権利を有する訴訟に対処することを意図したものではなく、裁判所の管轄権を排除するものでもない。登録者がドメイン名を選択するとき、その名前を登録することが「第三者の権利を侵害したりその他の方法で侵害することはなく」、第三者がそのような主張を主張した場合には仲裁手続に参加することに同意することを、登録者は「表明し保証する」必要がある。
WIPO報告書は3段階のテストを提示しており、これはUDRPに取り入れられている。
ICANNによる採択後、1999年12月1日よりUDRPの運用が開始された。WIPOによって判決が出された最初の事件は、ドメイン名worldwrestlingfederation.comをめぐるWorld Wrestling Federation Entertainment IncとMichael Bosmanの争いだった。
UDRPの運用をしている組織は、以下の通りである。
- アジアドメイン名紛争処理センター (ADNDRC)[9]
- フォーラム（英語版）（旧 全米仲裁フォーラム(NAF)）[10]
- 世界知的所有権機関 (WIPO)
- チェコ仲裁裁判所 インターネット紛争仲裁センター[11]
- アラブ紛争解決センター (ACDR)[12]

## 処理プロセス
UDRP手続の申立人は、次の3つの要素を立証しなければならない。
- 登録者のドメイン名が、申立人が権利を有する商標またはサービスマークと同一または混同を引き起こすほど類似していること。
- 登録者が、そのドメイン名に対していかなる権利も正当な利益も持っていないこと。
- 登録者のドメイン名が、悪意で（権利を侵害している事実を知りながら）登録され使用されていること。

UDRPの訴訟手続きでは、紛争処理パネルは登録者の悪意を評価するための以下のような非排他的な要因を検討する。。
- 登録者が、ドメイン取得に要する費用以上の金額で商標権者に対して売却、貸与、移転することを主目的としてドメイン名を登録したかどうか。
- 商標権者がドメイン名として取得できないように妨害するために、登録者がそのドメイン名を登録したかどうか。
- 登録者が、商標権者の事業を混乱させることを主目的としてドメイン名を登録したかどうか。
- そのドメイン名の使用により、登録者が商業的利益のために、商標権者の商標との混同のおそれを生じさせることによって、インターネットユーザーを登録者のWebサイトに意図的に引き付けるためにドメイン名を使用したかどうか。

UDRPの目的は、紛争を解決するための合理化されたプロセスを作成することである。このプロセスは標準的な法的異議申し立てよりも早く、安価であると想定される。UDRPによる紛争解決手続の費用は、最低で1000から2000米ドルである。
当事者がUDRP手続で敗訴した場合でも、多くの管轄区域では、依然として地方法の下でドメイン名登録者に対して訴訟を起こすことができる。UDRP手続きでドメイン名登録者が敗訴した場合、ICANNがドメイン名を移転するのを防ぐためには、10日以内に商標権者に対して訴訟を起こさなければならない。